# Christian Würtz

Weihbischof Christian Würz
Wappen

Christian Würtz (* 31. Mai 1971 in Karlsruhe) ist ein deutscher römisch-katholischer Geistlicher und Kirchenrechtler. Seit Juni 2019 ist er Weihbischof im Erzbistum Freiburg.
In der Deutschen Bischofskonferenz ist er Mitglied der Pastoralkommission und der Kommission für caritative Fragen.

## Leben
Christian Würtz wurde in Karlsruhe geboren und wuchs dort auf. Nach seinem Abitur und dem Zivildienst studierte er von 1991 bis 1996 Rechtswissenschaften an der Ruprecht-Karls-Universität Heidelberg und war zwei Jahre als Rechtsreferendar in Karlsruhe tätig. 2002 wurde er mit einer Dissertation über Johann Nicolaus Friedrich Brauer zum Doktor beider Rechte promoviert.
Von 1998 bis 2004 studierte er Theologie an der Albert-Ludwigs-Universität Freiburg und der Julius-Maximilians-Universität Würzburg. Am 14. Mai 2006 empfing er im Freiburger Münster die Priesterweihe. Er war anschließend Vikar in Gammertingen. 2008 kehrte Würtz als Wissenschaftlicher Assistent am Arbeitsbereich Mittlere und Neuere Kirchengeschichte, insbesondere der Frömmigkeitsgeschichte und Kirchliche Landesgeschichte an die Universität Freiburg zurück. 2011 wurde er mit einer Dissertation über die Priesterausbildung während des Dritten Reichs in der Erzdiözese Freiburg zum Doctor theologiae promoviert. Von 2010 bis 2018 war er zunächst Pfarradministrator und später Pfarrer der Seelsorgeeinheit Vorderes Kinzigtal. Ab 2013 übernahm Christian Würtz zusätzlich die Aufgabe als Diözesanrichter am Erzbischöflichen Offizialat Freiburg.
Im Mai 2018 wurde Würtz zum Stadtdekan des Dekanats Freiburg ernannt, im September 2018 trat er seinen Dienst als Dompfarrer am Freiburger Münster an. Am 13. Juli 2018 ernannte Erzbischof Stephan Burger den neuen Dompfarrer außerdem zum residierenden Domkapitular an der Metropolitankirche Freiburg im Breisgau.
Am 26. April 2019 ernannte ihn Papst Franziskus zum Titularbischof von Germania in Dacia und zum Weihbischof in Freiburg. Die Bischofsweihe spendete ihm Erzbischof Stephan Burger im Freiburger Münster am 30. Juni desselben Jahres. Mitkonsekratoren waren der Bischof von Rottenburg-Stuttgart, Gebhard Fürst, und der Bischof von Mainz, Peter Kohlgraf. Als bischöflichen Wahlspruch hat Würtz den aus dem Matthäusevangelium stammenden Vers „Adveniat regnum tuum“ (Dein Reich komme) aus dem Vaterunser-Gebet gewählt (Mt 6,10 ). Mit seiner Bischofsweihe ist er der jüngste Bischof der römisch-katholischen Kirche in Deutschland.
Erzbischof Burger übertrug ihm die Verantwortung für die Priesterausbildung im Erzbistum und somit die Funktion des Regens des Erzbischöflichen Priesterseminars Collegium Borromaeum. Des Weiteren wurde er zum Bischofsvikar für Hochschulen ernannt.

## Schriften
- Johann Niklas Friedrich Brauer (1754–1813); badischer Reformer in napoleonischer Zeit, Kohlhammer Stuttgart 2005, ISBN 978-3-17-018497-8
- Die Priesterausbildung während des Dritten Reichs in der Erzdiözese Freiburg, Alber Freiburg/München 2013, ISBN 978-3-495-49957-3
- Der Reichskanzler Constantin Fehrenbach (1852–1926); Freiburger Rechtsanwalt und Zentrumspolitiker, Karlsruhe 2013, ISBN 978-3-922596-92-9
- zusammen mit Daniel Gaschick: Das Konstanzer Konzil: eine kleine Geschichte, Lauinger Verlag / Der Kleine Buch-Verlag Karlsruhe 2016 (3. Auflage), ISBN 978-3-7650-1302-7